# Floronia
Floronia is een geslacht van spinnen uit de familie hangmatspinnen (Linyphiidae).

## Soorten
De volgende soorten zijn bij het geslacht ingedeeld:
- Floronia annulipes Berland, 1913
- Floronia bucculenta (Clerck, 1757)
- Floronia exornata (L. Koch, 1878)
- Floronia hunanensis Li & Song, 1993
- Floronia jiuhuensis Li & Zhu, 1987
- Floronia zhejiangensis Zhu, Chen & Sha, 1987